# IC 985
IC 985 је спирална галаксија у сазвјежђу Дјевица која се налази на листи објеката дубоког неба у Индекс каталогу.
Деклинација објекта је - 3° 13' 11" а ректасцензија 14h 11m 33,0s. Привидна величина (магнитуда) објекта IC 985 износи 13,9 а фотографска магнитуда 14,7. IC 985 је још познат и под ознакама MCG 0-36-24, CGCG 18-72, PGC 50671.